# Wapen van Hardenberg

Het wapen van de gemeente Hardenberg

Het wapen van Hardenberg is het gemeentelijke wapen van de Overijsselse gemeente Hardenberg. Het wapen werd met het Koninklijk Besluit op 25 augustus 2003 aan de gemeente verleend. De omschrijving luidt:
"In goud twee golvende dwarsbalken van azuur, in het midden vergezeld van een klaverblad van keel. Het schild gedekt met een gouden kroon met vijf bladeren."

## Geschiedenis
Nadat de gemeente Hardenberg gesplitst werd in 1818 werden de twee gemeenten Ambt- en Stad Hardenberg in het jaar 1941 weer herenigd. Op 30 september 1941 kreeg de gemeente een nieuw wapen toegekend met de volgende beschrijving:
"Gedeeld : I in goud een dwarsbalk van keel en een schildhoek van hetzelfde, beladen met een bisschopsmijter van zilver, II doorsneden : a) in zilver een dubbelgekanteelde dwarsbalk van keel, b) in keel een dwarsbalk van zilver. Het schild gedekt met een gouden kroon van drie bladeren en twee paarlen."
De gemeente bleek niet tevreden met het resultaat, de bisschopsmijter, de heilige Stephanus die op het stadswapen voorkwam ontbrak. Op 25 augustus 1962 kreeg de gemeente een nieuw wapen toegekend met de volgende beschrijving:
"Gevierendeeld : I in zilver een roos van keel, geknopt en gepunt van goud, II in goud een dwarsbalk van keel, III in zilver een beurtelings gekanteelde dwarsbalk van keel, IV in keel een dwarsbalk van zilver, achter het schild en met de rechterhand daarop steunende, de figuur van de Heilige Stephanus, de Martelaar, van zilver, houdende in zijn linkerhand een boek van keel."
Met de gemeentelijke herindeling in 2001 kwamen Avereest en Gramsbergen bij de gemeente Hardenberg. Er moest een nieuw wapen voor de nieuwe gemeente worden ontworpen. Het bleek niet mogelijk het oude wapen te handhaven, een nieuw ontwerp met daarin elementen van wapens van alle gemeenten bleek geen optie. Men koos uiteindelijk voor een geheel nieuw ontwerp. De dwarsbalken in het wapen staan symbool voor de rivieren Reest en de Vecht, het klaverblad (dat ook op het wapen van Avereest stond) voor het agrarisch karakter van de gemeente. De drie bladen staan symbool voor de drie voormalige gemeenten waaruit de nieuwe gemeente is samengesteld. De markiezenkroon (vijf fleurons) van Gramsbergen werd overgenomen.

## Voorgaande wapens

Wapen van Ambt Hardenberg
Wapen van Stad Hardenberg
Wapen van 1941
Wapen van 1962
Wapen van Avereest
Wapen van Gramsbergen